# Процес (фільм, 2018)
«Процес» (англ. Process, міжнародна назва — англ. The Trial) — документальний фільм 2018 року режисера Сергія Лозниці, змонтований з хроніки 1930-х років про сталінські репресії в СРСР. Світова прем'єра стрічки відбулася 7 вересня 2018 року на 75-му Венеційському міжнародному кінофестивалі, де він брав участь у позаконкурсній програмі.
Фактичним тематичним продовженням «Процесу» Лозниця називав свій ігровий фільм 2025 року «Два прокурори».

## Синопсис
Москва, СРСР, 1930 рік. Колонна зала Будинку Рад. Група вископоставлених економістів та інженерів звинувачується у змові з метою державного перевороту проти Радянської влади. Стверджується, що вони уклали таємний пакт з прем'єр-міністром Франції Раймоном Пуанкаре, метою якого є знищення радянської влади та відновлення капіталізму. Всі звинувачення сфабриковані, і обвинувачені змушені визнати злочини, яких вони ніколи не здійснювали. Суд виносить смертні вироки.
Унікальні архівні кадри реконструюють одне з перших судових шоу, задуманих Сталіним. Драма реальна, але історія підроблена. Фільм дає безпрецедентне уявлення про витоки смертоносного режиму, який зробив повсякденною реальністю гасло «Брехня — це істина».

## Знімальна група
- Автор сценарію — Сергій Лозниця
- Режисер-постановник — Сергій Лозниця
- Продюсер — Марія Бейкер, Сергій Лозниця
- Монтаж — Даніеліус Коканаускіс, Сергій Лозниця
- Звук — Володимир Головницький

## Виробництво
Сергій Лозниця, за його словами, почав працювати над фільмом про сталінські судові шоу-процеси, які проводилися в СРСР у 1930-х роках, пару років тому. Вивчаючи архівні матеріали, він виявив абсолютно унікальні кадри, завдяки яким «вирішив зробити фільм таким способом, аби дати глядачам можливість провести дві години в СРСР у 1930 році: побачити й відчути той момент, коли була запущена машина державного терору, створена Сталіним».
У фільмі відновлено і збережено весь звук, який був записаний у 1930 році. Єдиний коментар Лозниця «дозволив собі зробити» лише наприкінці стрічки. «Мені потрібен був цей коментар, щоб розповісти правду, оскільки неможливо дізнатись правду з будь-якого іншого епізоду цього документального фільму. Насправді, „Процес“ є унікальним прикладом документального фільму, в якому кожен бачить „24 кадри брехні“ в секунду» (Сергій Лозниця).

## Реліз
Фільм «Процесс» біло відібрано для показу в позаконкурсній програмі 75-го Венеційського міжнародного кінофестивалю, де 7 вересня 2018 року відбулася його світова прем'єра. Його також показали 8 вересня 2018 року на 43-му Міжнародному кінофестивалі в Торонто, де він брав участь у програмі Wavelengths.